# Смирдан (комуна, Галац)
Смирдан (рум. Smârdan) — комуна у повіті Галац в Румунії. До складу комуни входять такі села (дані про населення за 2002 рік):
- Міхаїл-Когелнічану (811 осіб)
- Смирдан (1918 осіб)
- Чишмеле (1261 особа)

Комуна розташована на відстані 185 км на північний схід від Бухареста, 8 км на північний захід від Галаца.

## Населення
За даними перепису населення 2002 року у комуні проживали 3990 осіб, усі — румуни. Усі жителі комуни рідною мовою назвали румунську.
Склад населення комуни за віросповіданням:
| Релігія            | Кількість осіб | Відсоток |
| ------------------ | -------------- | -------- |
| православні        | 3864           | 96,8%    |
| п'ятдесятники      | 99             | 2,5%     |
| бретрени           | 7              | 0,2%     |
| адвентисти         | 6              | 0,2%     |
| римо-католики      | 5              | 0,1%     |
| атеїсти            | 1              | < 0,1%   |
| не вказали релігію | 4              | 0,1%     |

## Зовнішні посилання
- Дані про комуну Смирдан на сайті Ghidul Primăriilor [Архівовано 8 жовтня 2012 у Wayback Machine.]